# Лебідь Володимир Анатолійович
Володимир Анатолійович Лебідь (рос. Владимир Анатольевич Лебедь, нар. 17 серпня 1973, Херсон) — український і російський футболіст, нападник.
Насамперед відомий виступами за клуб ЦСКА (Москва), а також національну збірну Росії.

## Клубна кар'єра
У дорослому футболі дебютував 1991 року виступами за команду клубу «Дніпро» (Дніпропетровськ), в якій провів один сезон, взявши участь у 24 матчах чемпіонату. 
Згодом з 1992 по 1994 рік грав у складі команд клубів «Чорноморець», «Таврія» (Херсон) та «Спартак» (Владикавказ).
Своєю грою за останню команду привернув увагу представників тренерського штабу клубу ЦСКА (Москва), до складу якого приєднався 1995 року. Відіграв за московських армійців наступні один сезон своєї ігрової кар'єри. Більшість часу, проведеного у складі московського ЦСКА, був основним гравцем атакувальної ланки команди. У складі московського ЦСКА був одним з головних бомбардирів команди, маючи середню результативність на рівні 0,33 голу за гру першості.
Протягом 1996—2004 років захищав кольори клубів «Зеніт», «Сокол» (Саратов), «Торпедо-ЗіЛ», «Волгар» (Астрахань) та МФК «Миколаїв».
Завершив професійну ігрову кар'єру у нижчоліговому клубі «Кристал» (Херсон), за команду якого виступав протягом 2004—2005 років.

## Виступи за збірну
У 1995 році зіграв у складі національної збірної Росії у матчі проти Фарерських островів.
| Дата       | Місто  | Господарі | Результат | Гості             | Турнір            | Голи | Примітки |
| ---------- | ------ | --------- | --------- | ----------------- | ----------------- | ---- | -------- |
| 06/05/1995 | Москва | Росія     | 2 – 0     | Фарерські острови | Відбір до ЧЄ 1996 | -    | 22'      |
| Усього     |        | Матчів    | 1         |                   | Голів             | 0    |          |